# Fruchtverband
Fruchtverband ist ein Begriff aus der Botanik. Bei dieser Fruchtform, die bei einigen Nacktsamern und Bedecktsamern vorkommt, nehmen ganze aus einem Blütenstand hervorgehende Fruchtstände bei der Reife das Aussehen einer Einzelfrucht an, die dann meist als Ganzes verbreitet wird.
Ein Fruchtverband entwickelt sich aus mehreren Blüten mit jeweils eigenen Fruchtblättern. Dabei können weitere Blütenorgane, wie die Blütenhülle oder die Blütenstandsachse, einbezogen sein (anthocarp) (Scheinfrucht).
Ein Fruchtverband kann als Achänenfruchtverband (z. B. Feigen, Maulbeeren, Jackfrucht, Milchorange), als Nussfruchtverband, Beerenfruchtverband (z. B. Ananas, Köstliches Fensterblatt) oder Steinfruchtverband ausgebildet sein.
Es kann weiter unterschieden werden in eine Sorosis (Coenocarpium) wie bei der Jackfrucht oder der Ananas, oder einem Sykonium wie bei den Feigen und einem Achenoconum (Strobilus) wie beim Hopfen. Bei einer Sorosis entwickelt sich der Fruchtverband aus Blütenständen, wie Kolben, Ähren, Köpfchen oder Kätzchen mit einer fleischigen Achse (Rachis) und dem fleischigen Perianth der Blüten, bei einem Syconium aus einem fleischigen, hohlen Blütenboden, beim Strobilus besteht der Verband aus mehreren Deck- und Vorblättern, welche Achänen zapfenförmig umschließen.
Allerdings sind auch andere Formen von Fruchtverbänden möglich, wie in einem „Blütenkuchen“ (Coenanthium), den tellerförmigen Blütenständen von Dorstenia- und Lecanthus-Arten, einer nicht geschlossenen Abart des Sykoniums (Hypanthodium) und vielen anderen.
Bei wenigen Arten wie den Heckenkirschen sind teilweise die Fruchtknoten zweier benachbarter Blüten ganz oder teilweise verwachsen, daraus bildet sich eine zusammengesetzte Frucht (Doppelbeere, Bibacca) und kein Fruchtverband.

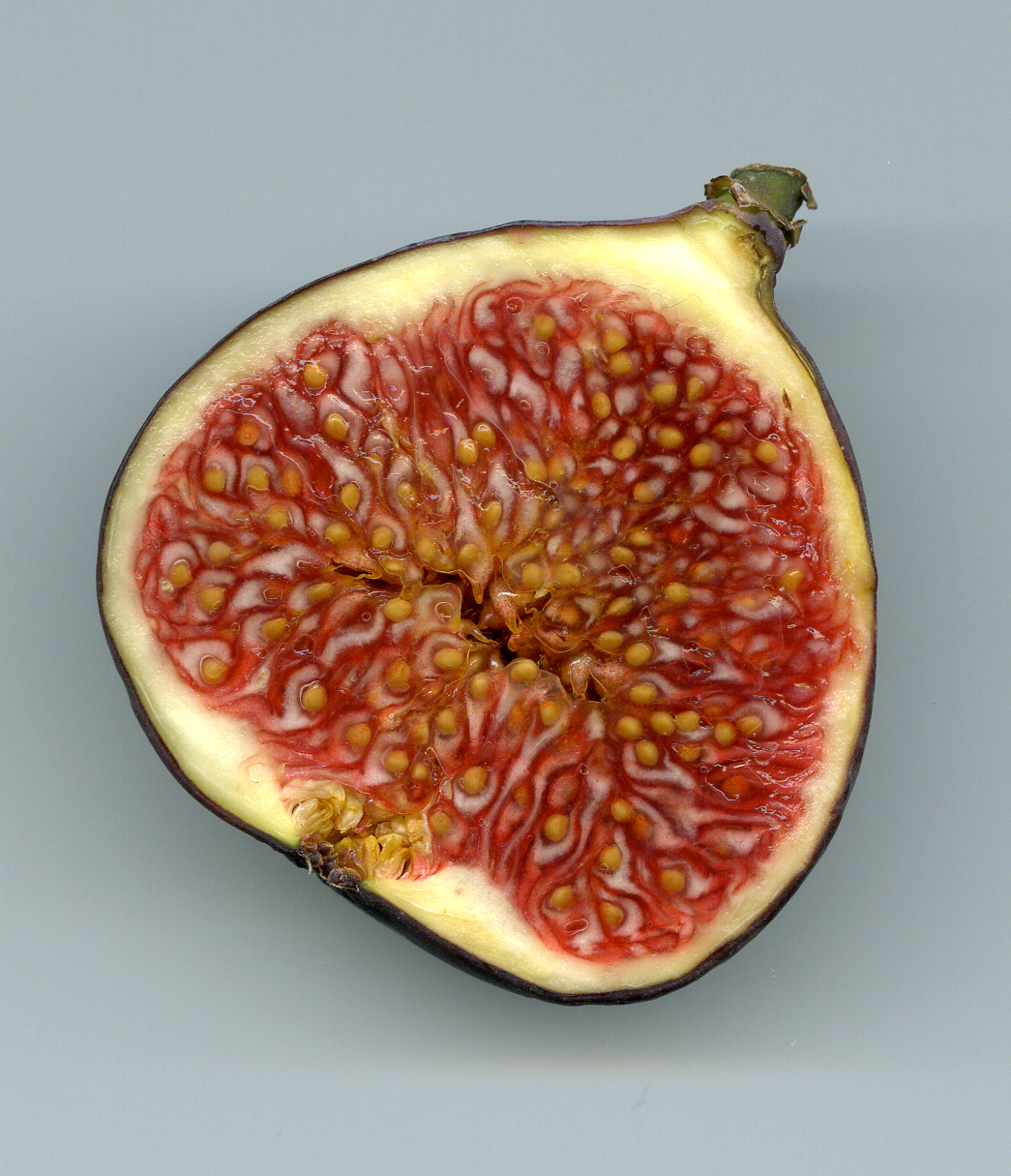
Echte Feige – Achänenfruchtverband
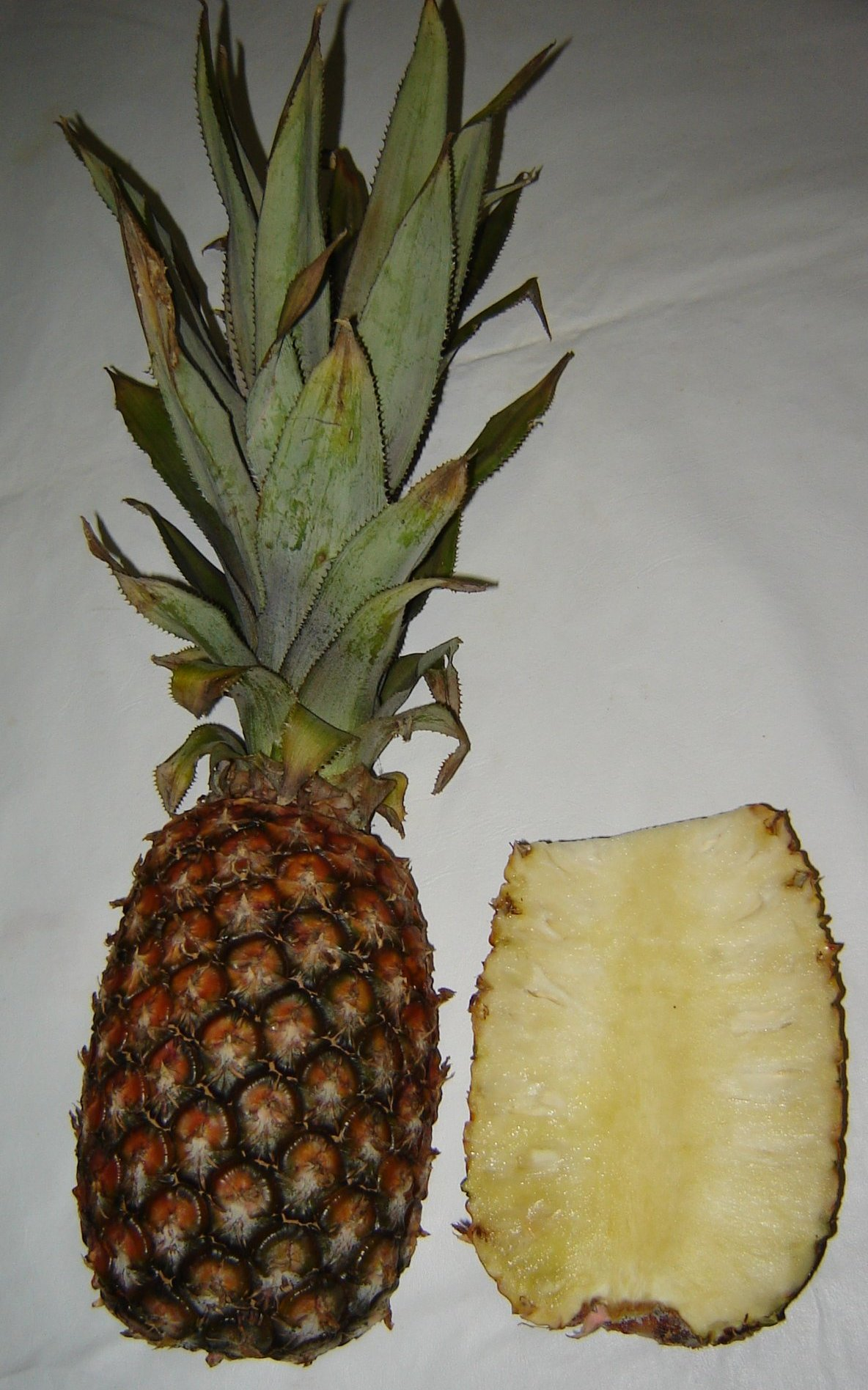
Ananas – Beerenfruchtverband
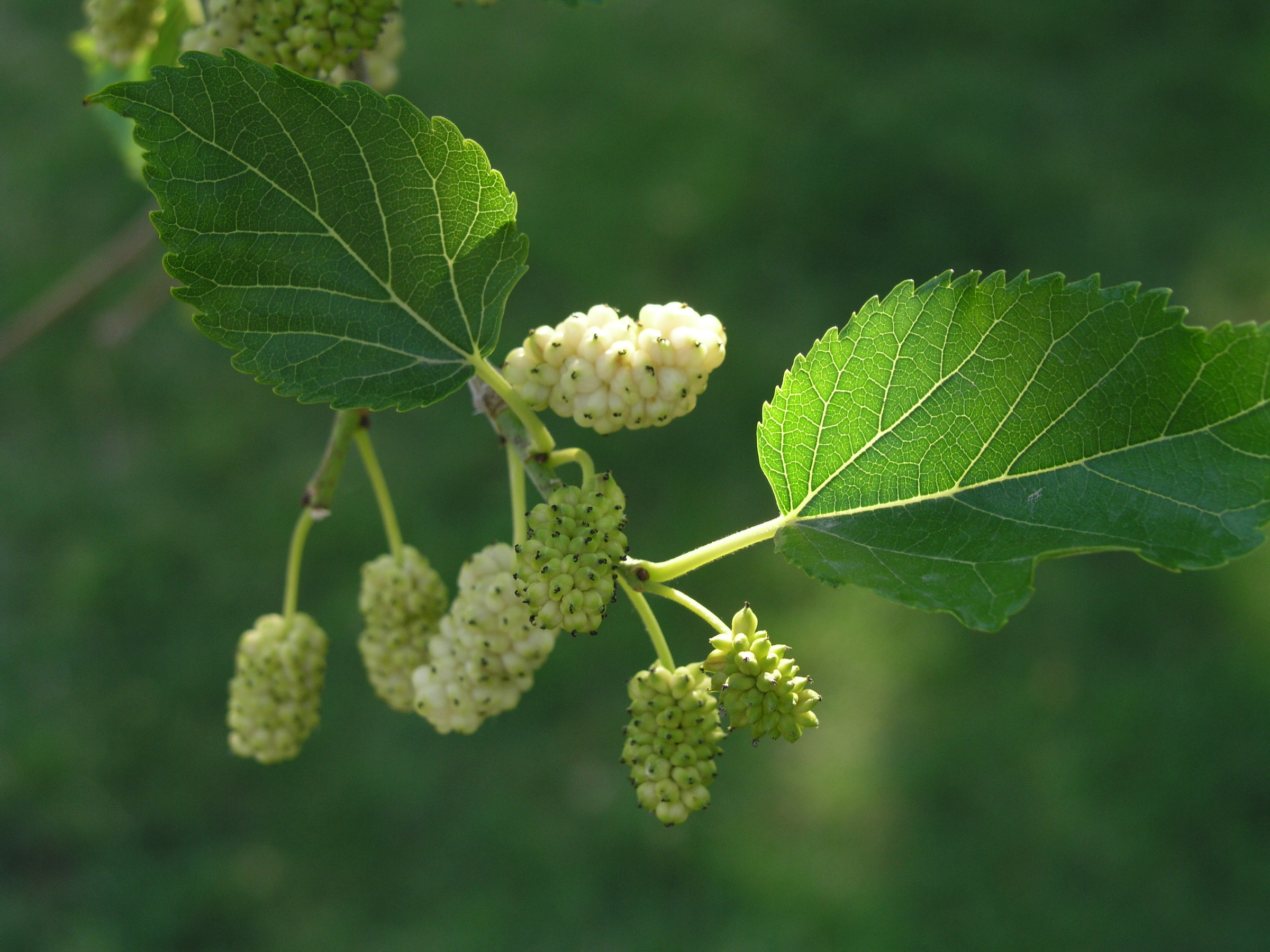
Weiße Maulbeere – Achänenfruchtverband
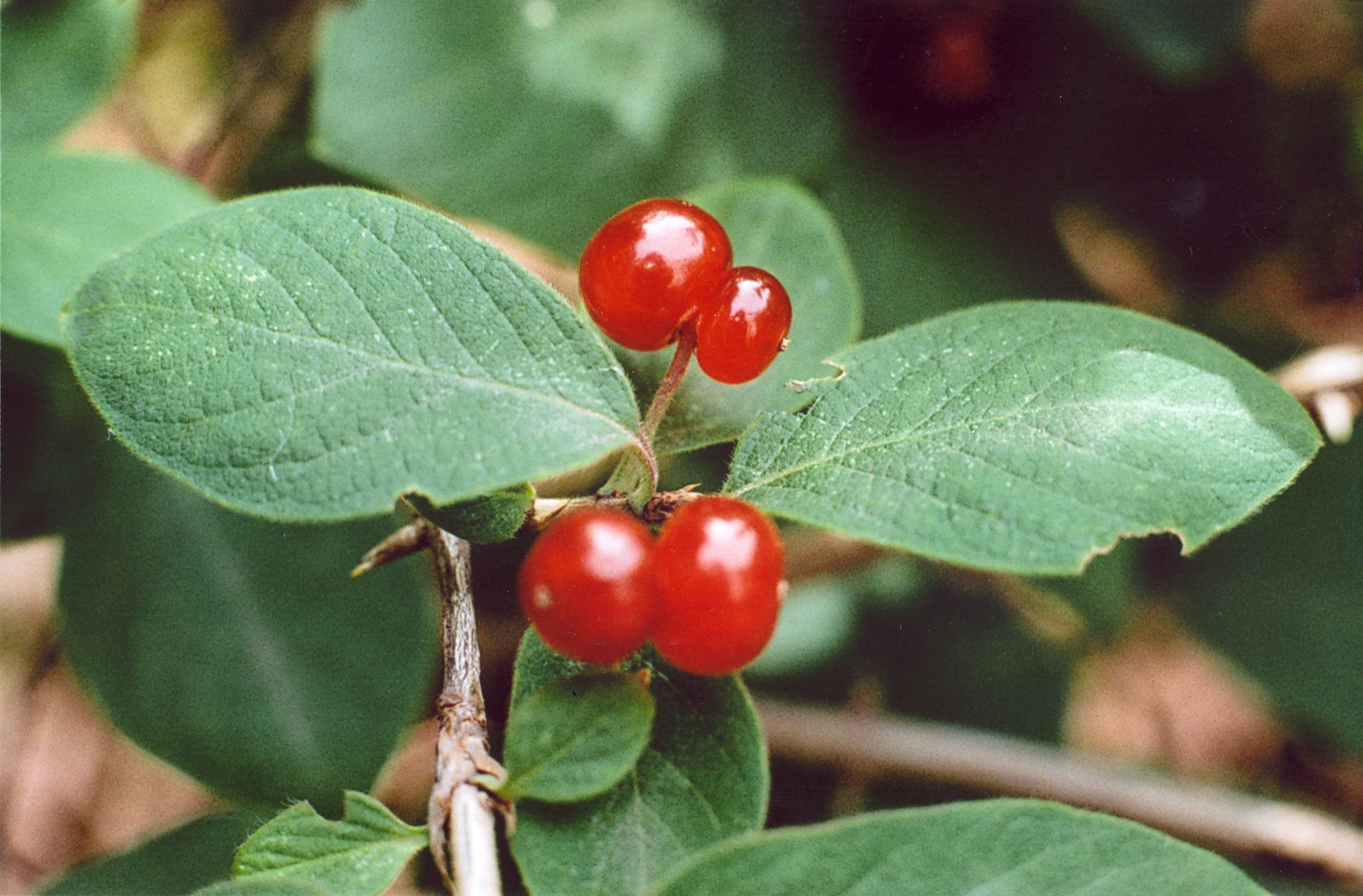
Doppelbeere von Lonicera xylosteum